# Gunpey (jeu vidéo, 2006)
Gunpey est un jeu de puzzle pour la Nintendo DS et la PlayStation Portable. Il est fondé sur un jeu vidéo du même nom qui est apparu sur WonderSwan. Le jeu a été nommé en hommage au développeur du jeu, Gunpei Yokoi. Ce dernier est également le concepteur de la WonderSwan.

## Accueil
- GameSpot : 7,7/10 (PSP)[2]
- IGN : 4,2/10 (PSP)[3]